# سامار الشرقية
سامار الشرقية (بالفلبينية: Silangang سامار) هي محافظة في الفلبين تقع في منطقة فيساياس الشرقية. عاصمتها مدينة بورونغان. سامار الشرقية تحتل الجزء الشرقي من جزيرة سامار المتاخمة لمحافظة سامار الشمالية وإلى الغرب من محافظة سامار وإلى الشرق من المحيط الهادئ الشاسعة. قبالة ساحل خليج ليتي، تواجه المحافظة محافظة ليتي.

## الجغرافيا
مساحة الأراض الإجمالية للمقاطعة 466047 هكتار (1151630 فدان).

### التقسيمات الفرعية
وتنقسم سامار الشرقية إلى 22 بلدية ومدينة.
- العاصمة: بورونغان
- البلديات:

1. آرتيتشي.
2. بالانجيجا.
3. بالانجكايان.
4. سان-آفيد.
5. دولوريس.
6. جينيرال ماك آرثر.
7. جيبورلوس.
8. غويوان.
9. هيرناني.
10. جيباباد.
11. لاوان.
12. ليورينتي.
13. ماسلوغ.
14. مايدولونغ.
15. ميرسيدس.
16. أوراس.
17. كوينابوندان.
18. سالسيدو.
19. سان جوليان.
20. سان بوليساربو.
21. سولات.
22. تافت.